# Ampelisca limicola
Ampelisca limicola is een vlokreeftensoort uit de familie van de Ampeliscidae. De wetenschappelijke naam van de soort is voor het eerst geldig gepubliceerd in 1853 door Stimpson.